# Гецов, Марцел
Ма́рцел Ге́цов (чеш. Marcel Gecov; родился 1 января 1988 в Праге) — чешский футболист, полузащитник.

## Карьера

### Клубная
Воспитанник школы пражской «Славии», в которой занимался с шести лет. Прошёл полностью школу пражского клуба и в возрасте 17 лет был принят в основной состав, в котором, однако, так и не сыграл ни одной официальной встречи в рамках Гамбринус-Лиги. В январе 2007 года отправился в аренду в «Кладно» до конца сезона.
Дебютировал в составе «Кладно» в марте 2007 года против команды «Тескома», итого провёл 17 игр и один раз отличился. В январе следующего года подписал соглашение на три с половиной года с либерецким «Слованом». 20 июля 2011 года английский «Фулхэм» объявил о подписании двухлетнего контракта с Гецовым, сумма трансфера не разглашалась. Дебют чешского игрока состоялся 21 сентября 2011 в Кубке Лиги в матче против «Челси».
В январе 2015 года перешёл в румынский «Рапид» из Бухареста.

### В сборной
Сыграл в сборных всех возрастных категорий; в составе молодёжной команды сыграл на чемпионате мира 2007 в Канаде, а также на чемпионате Европы 2011 в Дании. В Канаде он стал одним из лучших игроков и помог чехам дойти до финала, где они в упорной борьбе уступили аргентинцам, а в Дании вошёл в символическую сборную, несмотря на непопадание чехов на Олимпиаду в Лондоне.